# باشگاه فوتبال سالفورد سیتی
باشگاه فوتبال سالفورد سیتی (به انگلیسی: Salford City Football Club)یکی از باشگاه‌های فوتبال نیمه حرفه‌ای در منطقه کرسال، شهر سالفورد در ناحیه منچستر بزرگ است که خرده سهامداران این باشگاه فوتبال از بازیکنان اسبق منچستر یونایتد هستند. در فصل ۲۰۱۷–۲۰۱۸ قهرمان لیگ فوتبال کنفرانس شمال (رده ششم فوتبال انگلستان) شد و به لیگ کنفرانس ملی انگلستان (رده پنجم فوتبال انگلستان) صعود کرد.
این باشگاه در سال 1940 به عنوان ماموریت مرکزی سالفورد تأسیس شد، در سال 1947 به سالفورد سنترال تغییر کرد و تا زمان کسب مقام در لیگ منچستر در سال 1963، فوتبال محلی کوچک بازی کرد. سالفورد برنده جام آماتور لنکاوی در سال‌های 1971، 1973 و 1975 بود.  و جام برتر منچستر در سال 1978 و 1979. این باشگاه در سال 1980 به لیگ شهرستان چشایر پیوست که دو سال بعد در لیگ فوتبال شهرستان های شمال غرب (NWCFL) ادغام شد.  آنها نام خود را دوباره در سال 1989 به سالفورد سیتی تغییر دادند و در سال 2008 به لیگ برتر شمالی (NPL) صعود کردند. این باشگاه در آخرین روز فصل بعد در لیگ زنده ماند، دستاوردی که در فولکلور باشگاه به عنوان The Great شناخته می شود.  در رفتن.
در سال 2014، سالفورد توسط بازیکنان سابق منچستریونایتد، نیکی بات، رایان گیگز، گری نویل، فیل نویل، و پل اسکولز، که هر کدام 10 درصد از باشگاه را در اختیار دارند، در اختیار گرفتند و پیتر لیم، تاجر سنگاپوری، مالک بقیه آن بود.  دیوید بکهام 10 درصد از سهام لیم را در سال 2019 خریداری کرد. تحت مدیریت دو نفره آنتونی جانسون و برنارد مورلی، آنها در سال 2015 قهرمان NPL Division One North شدند، در سال 2016 در پلی آف لیگ برتر NPL و لیگ ملی شمال قهرمان شدند.  عنوان قهرمانی در سال 2018. این موفقیت در سال 2019 با صعود به لیگ فوتبال انگلیس (EFL) پس از پیروزی در فینال پلی آف لیگ ملی 2019 با سرپرستی گراهام الکساندر دنبال شد.  سالفورد در اولین کمپین خود برنده جایزه EFL شد.
سالفورد بازی‌های خانگی خود را در مور لین انجام می‌دهد که بین سال‌های 2016 و 2017 دچار تحول بزرگی شد و در حال حاضر برای اهداف اسپانسرینگ به عنوان "ورزشگاه شبه جزیره" شناخته می‌شود.  این باشگاه عمدتاً در طول تاریخ ثبت شده خود از پیراهن های نارنگی و شورت های مشکی استفاده کرده است، قبل از اینکه پس از تصاحب به سمت پیراهن های قرمز و شورت سفید روی آورد.  نام مستعار این باشگاه، The Ammies، از نام آنها از اوایل دهه 1960 تا اوایل دهه 1970، Salford Amateurs ناشی می شود.  سرود این باشگاه کاور The Pogues از "Dirty Old Town" است، آهنگی که توسط ایوان مک کول محلی سالفورد نوشته شده است.